# Обровањ
Обровањ је мало ненасељено острво у хрватском делу Јадранског мора, у акваторији општине Пакоштане, у  групи са још 13 острва и острвца око острва Вргаде.
Налази око 0,5 км јужно од острва Вргаде. Површина острва износи 0,04 км². Дужина обалске линије је 0,75 км.. Највиши врх на острву је висок 10 метара.